# Ebbe Sand
Ebbe Sand (* 19. Juli 1972 in Aalborg) ist ein ehemaliger dänischer Fußballspieler. Er spielte unter anderem von 1999 bis 2006 in Deutschland beim FC Schalke 04 als Stürmer mit der Rückennummer 11. Sand ist nach Klaus Fischer und Klaas-Jan Huntelaar drittbester Bundesligatorschütze der Schalker.
Von 1998 bis 2004 lief Sand in 66 Partien für die dänische Nationalmannschaft auf und erzielte 22 Tore; mit der Nationalmannschaft nahm er an jeweils zwei Welt- und Europameisterschaften teil.

## Vereinskarriere
Sand wechselte in der Saison 1992/93 von Hadsund BK zum dänischen Spitzenklub Brøndby IF. Mit Brøndby konnte er drei dänische Meisterschaften und zwei nationale Pokalsiege feiern. In der Saison 1997/1998 wurde er mit 28 Toren dänischer Torschützenkönig. Beim 4:1-Sieg seiner Mannschaft bei Vejle BK erzielte er in der neuen Rekordzeit von nur vier Minuten einen echten Hattrick; auch das vierte Tor von Brøndby ging auf sein Konto. Allmählich zog er das Interesse vieler Vereine aus ganz Europa auf sich.
In der Saison 1999/2000 wechselte Sand für eine Ablösesumme von 10 Millionen DM zum FC Schalke 04. Sein Debüt für die „Königsblauen“ gab er am 9. August 1999, als er in der 2. Runde des DFB-Pokals gegen den 1. FC Saarbrücken in der Startelf aufgeboten wurde und den 1:0-Siegtreffer erzielte. In der Folgezeit entwickelte er sich wegen seines hohen Einsatzes und Siegeswillens, der Verbundenheit zu seinem Verein und seiner Fairness gegenüber Gegenspielern binnen kürzester Zeit zum Publikumsliebling. In seinen sieben Jahren beim FC Schalke 04 wurde Sand nie vom Platz gestellt.
Insbesondere in der Saison 2000/01 bildete er mit seinem Mitspieler Emile Mpenza ein sehr erfolgreiches Sturmduo, das weit über die deutschen Grenzen bekannt wurde. Sand erzielte 22 Treffer, Mpenza gelangen weitere 13. Am Ende der Saison verlor Schalke in letzter Sekunde die deutsche Meisterschaft an den FC Bayern München. Sand äußerte in diversen Interviews, dass ihn diese Niederlage bis heute ärgere. Auch in den nachfolgenden Jahren gelang es ihm nicht, den deutschen Meistertitel zu gewinnen und auf diese Weise sein größtes sportliches Ziel zu verwirklichen. Sand holte mit seiner Mannschaft jedoch zweimal den DFB-Pokal.
In der Saison 2004/2005 erkrankte Sand an einer Hirnhautentzündung, die ihn lange außer Gefecht setzte. Dadurch verlor er seinen Stammplatz an jüngere Spieler, Sand musste häufiger auf der Ersatzbank Platz nehmen. Trotzdem wählte ihn die Mannschaft ein Jahr später als Nachfolger von Frank Rost zum Mannschaftskapitän.
Am 21. Juli 2005 wurde bekannt, dass Ebbe Sand 2006 den FC Schalke 04 verlässt und nach Dänemark zurückkehrt, wo er bei Silkeborg IF einen Posten übernehmen soll. Am 22. Dezember 2005 wurde verkündet, dass Ebbe Sand im Sommer 2006 bei Silkeborg IF den Posten des Talentchefs übernehme, was auch die Bekanntgabe seines Karriereendes war. Grund für sein Karriereende war für Ebbe Sand auch die Einschulung seines älteren Sohnes in Dänemark.
Auch international war Sand sehr erfolgreich und konnte zehn Tore in der Champions League und im UEFA-Pokal erzielen. Durch seine wachsende Bekanntheit bot sich ihm die Möglichkeit, in andere internationale Ligen zu prominenteren Vereinen zu wechseln. Sand verlängerte jedoch bis zu seinem Karriereende den Vertrag beim FC Schalke 04.
Sand absolvierte bei Schalke 04 insgesamt 214 Bundesliga-Spiele und erzielte dabei 73 Treffer. Er wurde in 31 Europapokal-Spielen eingesetzt und war dabei zehnmal erfolgreich. Im DFB-Pokal erreichte er die hervorragende Quote von 18 Treffern in 25 Spielen.
Am 13. Mai 2006 bestritt er sein letztes Bundesligaspiel für den FC Schalke 04 und zugleich das letzte Spiel seiner Karriere. Im Spiel gegen den VfB Stuttgart schoss er ein Tor und bereitete ein weiteres für den ebenfalls scheidenden Tomasz Waldoch vor. Über 61.000 Zuschauer verabschiedeten Sand am 23. Juli 2006 in der Veltins-Arena in Gelsenkirchen beim Spiel der „Meister der Herzen“ (Team der Saison 2000/01) gegen den aktuellen Bundesliga-Kader des FC Schalke 04. Sand gelang hierbei der zwischenzeitliche Ausgleich zum 1:1 (Endergebnis 2:5). Schalker Idole wie Olaf Thon, Ingo Anderbrügge, Radoslav Látal, Youri Mulder oder Marc Wilmots liefen dabei auf Seiten des Teams der „Meister der Herzen“ auf. Als Abschiedsgeschenk wurde Ebbe Sand ein Replikat der Meisterschale überreicht.
Statistik:
| Saison  | Verein        | Liga (Land)            | Einsätze | Tore |
| ------- | ------------- | ---------------------- | -------- | ---- |
| 1992/93 | Brøndby IF    | SAS-Liga Dänemark      | 1        | 0    |
| 1993/94 | Brøndby IF    | SAS-Liga Dänemark      | 4        | 1    |
| 1994/95 | Brøndby IF    | SAS-Liga Dänemark      | 8        | 2    |
| 1995/96 | Brøndby IF    | SAS-Liga Dänemark      | 30       | 12   |
| 1996/97 | Brøndby IF    | SAS-Liga Dänemark      | 29       | 7    |
| 1997/98 | Brøndby IF    | SAS-Liga Dänemark      | 33       | 28   |
| 1998/99 | Brøndby IF    | SAS-Liga Dänemark      | 31       | 19   |
| 1999/00 | FC Schalke 04 | Bundesliga Deutschland | 32       | 14   |
| 2000/01 | FC Schalke 04 | Bundesliga Deutschland | 33       | 22   |
| 2001/02 | FC Schalke 04 | Bundesliga Deutschland | 28       | 11   |
| 2002/03 | FC Schalke 04 | Bundesliga Deutschland | 33       | 6    |
| 2003/04 | FC Schalke 04 | Bundesliga Deutschland | 30       | 8    |
| 2004/05 | FC Schalke 04 | Bundesliga Deutschland | 28       | 8    |
| 2005/06 | FC Schalke 04 | Bundesliga Deutschland | 30       | 4    |
|         | Dänemark      |                        | 66       | 22   |
| Gesamt  |               |                        | 416      | 165  |

## Nationalmannschaftskarriere
In der dänischen Nationalmannschaft kam Sand 66-mal zum Einsatz, dort gelangen ihm 22 Tore. Bei der WM 1998 in Frankreich schoss er das schnellste Tor nach einer Einwechslung nach 16 Sekunden. Er nahm an den Weltmeisterschaften 1998 in Frankreich und 2002 in Japan und Südkorea sowie an den Europameisterschaften 2000 in den Niederlanden und Belgien und 2004 in Portugal teil. Nach dem Ausscheiden der dänischen Mannschaft bei der EM 2004 trat Sand aus der Nationalmannschaft zurück.

## Nach der aktiven Karriere
Nach Beendigung seiner Karriere als Fußballprofi trat Sand eine Stelle im Management von Silkeborg IF an. Er war dort vor allem als Talentscout tätig, wurde aber auch im Oktober 2006 unter Peter Knudsen Co-Trainer des Vereins. Von 2008 bis 2014 war Sand Stürmertrainer der dänischen Nationalmannschaft. 2014 zog er nach Dubai, wurde aber im Sommer 2015 auch zusammen mit Huub Stevens und Mike Büskens Teil des sportlichen Beirates des neu gegründeten Aufsichtsrats des FC Schalke 04.
Ende des Jahres 2018 kehrte Sand nach Dänemark zurück und wurde zum Jahreswechsel 2018/2019 neuer Sportdirektor seines Ex-Vereins Brøndby IF. In dieser Funktion entließ er im Februar 2019 den damaligen Cheftrainer Alexander Zorniger, nachdem Brøndby mit 22 Punkten Rückstand auf den Erzrivalen und Tabellenführer FC Kopenhagen auf Platz vier lag. Sand trat im Sommer 2019 von seinem Posten zurück.
Im Januar 2020 kam er wieder in den Trainerstab der dänischen Nationalmannschaft und wurde Co-Trainer unter Åge Hareide. Nach dem Trainerwechsel von Hareide auf Kasper Hjulmand verlor Sand zunächst seinen Posten, wurde dann jedoch wieder Stürmertrainer von „Danish Dynamite“. Im Juli 2021 trat er als Stürmertrainer zurück. Heutzutage ist er Spielerberater.

## Privatleben
Sand schloss neben seiner Karriere als Profifußballer bei Brøndby IF sein Studium des Bauingenieurwesens ab. Er betonte immer wieder, dass ihm zumindest in der Anfangszeit seiner Karriere ein weiteres Standbein sehr wichtig gewesen sei.
Kurz vor der Weltmeisterschaft im Sommer 1998 in Frankreich diagnostizierten Ärzte bei Sand Hodenkrebs. Dennoch entschied er sich, die Operation aufzuschieben und bei der Weltmeisterschaft anzutreten. Hier gelang ihm gegen Nigeria mit einem Tor nach nur 16 Sekunden das schnellste Tor des Turniers. Die spätere Behandlung gegen seine Krebserkrankung verlief erfolgreich.
Sand ist verheiratet und Vater zweier Söhne. Beide begleiteten ihn nach seinem Abschiedsspiel bei seiner Ehrenrunde über das Spielfeld. Sein Zwillingsbruder Peter war ebenfalls im Profifußball aktiv.
Seit 2015 leitet er die Ebbe Sand Soccer Academy Shanghai.

## Erfolge

### Im Verein
- Dänischer Pokalsieger: 1994, 1998
- Dänischer Supercupsieger: 1994, 1996, 1997
- Dänische Meisterschaft: 1996, 1997, 1998
- Deutsche Meisterschaft: Vize-Meister 2001 und 2005
- DFB-Pokal-Sieger: 2001 und 2002 sowie Finalteilnahme 2005
- UEFA-Intertoto-Cup-Sieger: 2003, 2004
- DFL-Ligapokal-Sieger: 2005

### In der Nationalmannschaft
- Teilnahme an der Weltmeisterschaft: 1998, 2002
- Teilnahme an der Europameisterschaft: 2000, 2004

### Individuelle Erfolge/Ehrungen
- Fußballer des Jahres in Dänemark: 1998, 2001
- Torschützenkönig der Superliga: 1998
- Torschützenkönig der Bundesliga: 2001

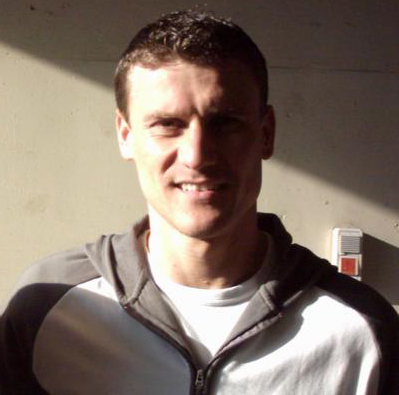
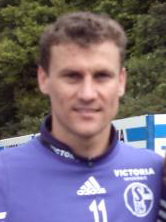
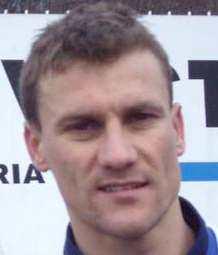